# クロケット

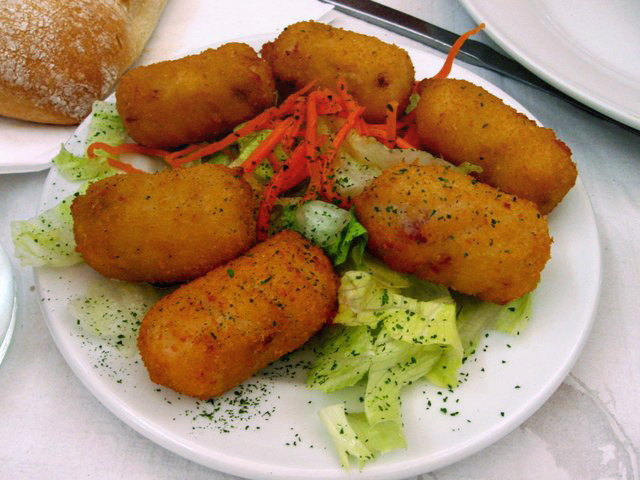
円筒形のクロケット

クロケット（仏: croquette。フランス語発音: [krɔkɛt] クロケット）とは、小さな丸い揚げ物料理である。おもな材料はマッシュポテト、挽き肉（子牛肉、牛肉、鶏肉、またはシチメンチョウ）、魚介類、野菜、および白パン、鶏卵、タマネギ、香辛料とハーブ、ワイン、牛乳、ベシャメルソースまたはこれらの組合わせであり、具入りの場合もあり、パン粉で包むことが多い 。クロケットは通常円筒形または円盤型である。
日本のコロッケの原型になった料理だが、国・地域によって異なるもののフランスでは一般的にコロッケのように多量の油で揚げるのではなくオーブンなどを使って調理される。フランス語で「ばりばり音を立てて咬む」ことを意味する動詞クロケ「croquer」に由来するフランス発祥の食品であり、料理とファストフードの両方として世界的に普及している。
フランスの大事典ではクロケットの初出文献は1740年（元文5年）との記載がある。しかし、イギリスの英語文献にクロケットが登場するのは1706年である。両者の年代には34年の間があり、クロケットの起源説には謎がある。（参考「おいしいコロッケ大百科」）

## 各国のクロケット

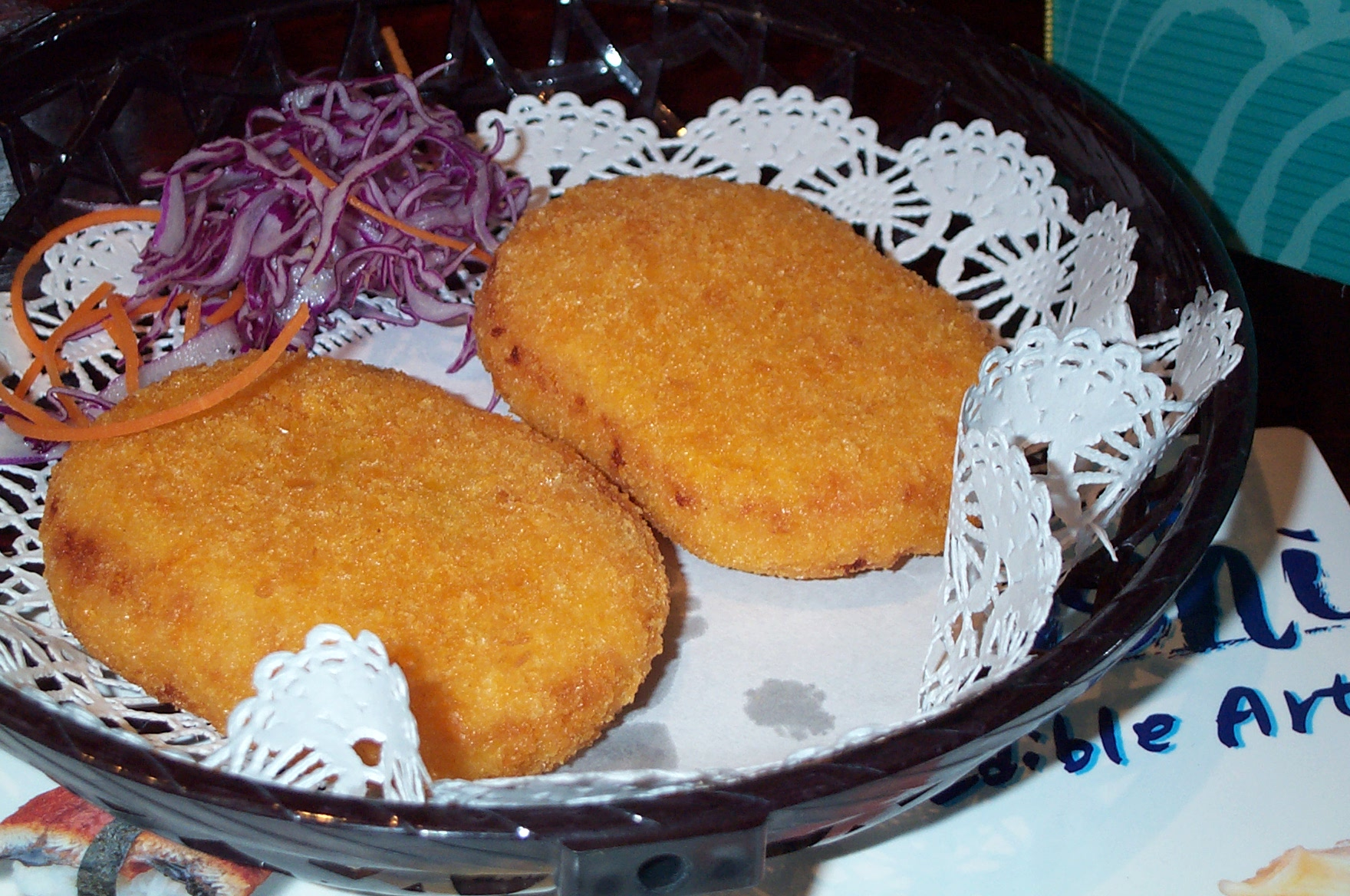
円盤型のクロケット

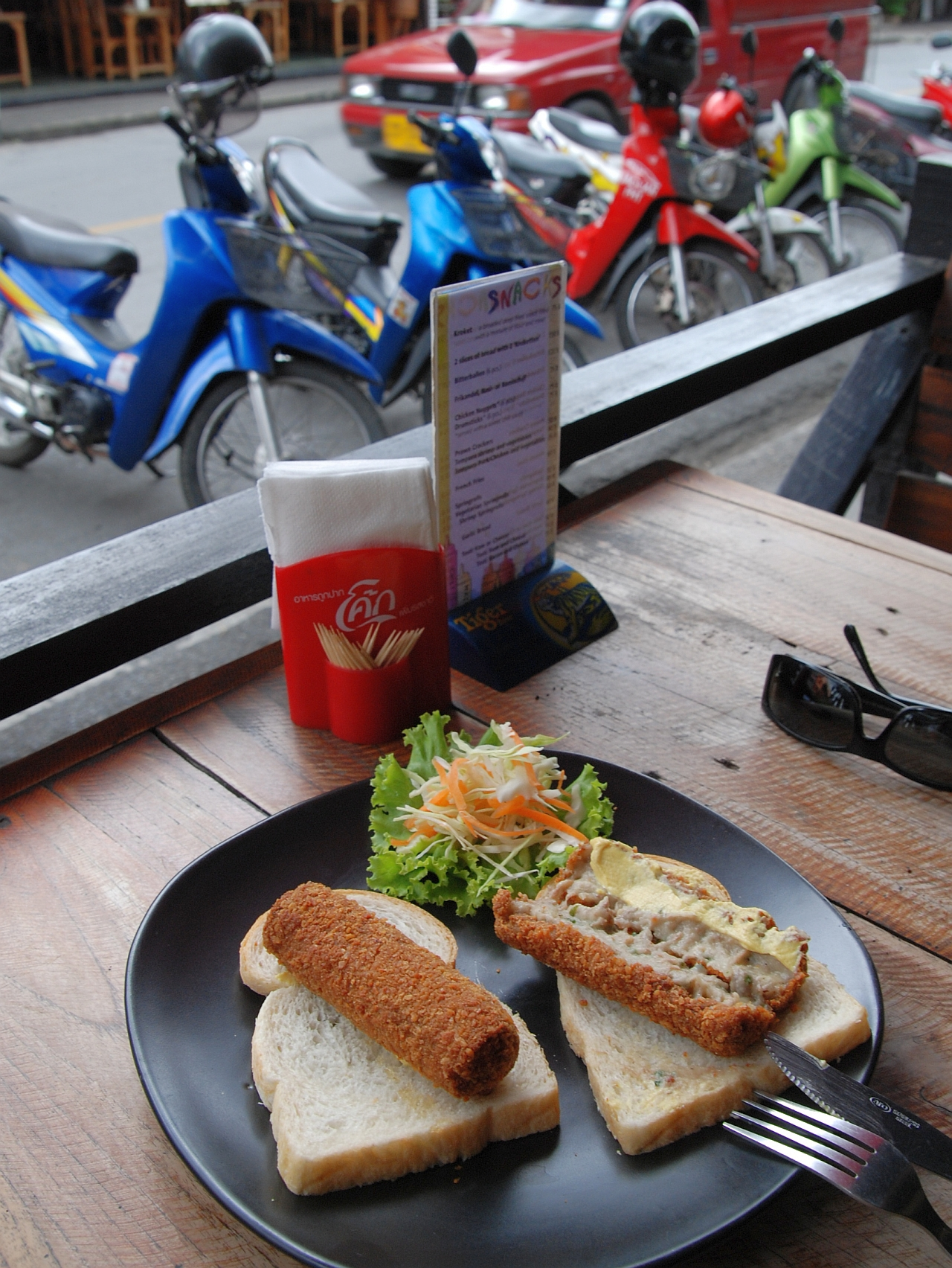
2つのオランダ風のクロケット（kroket）、1つは切って牛肉のラグーが見える；タイ チェンマイ

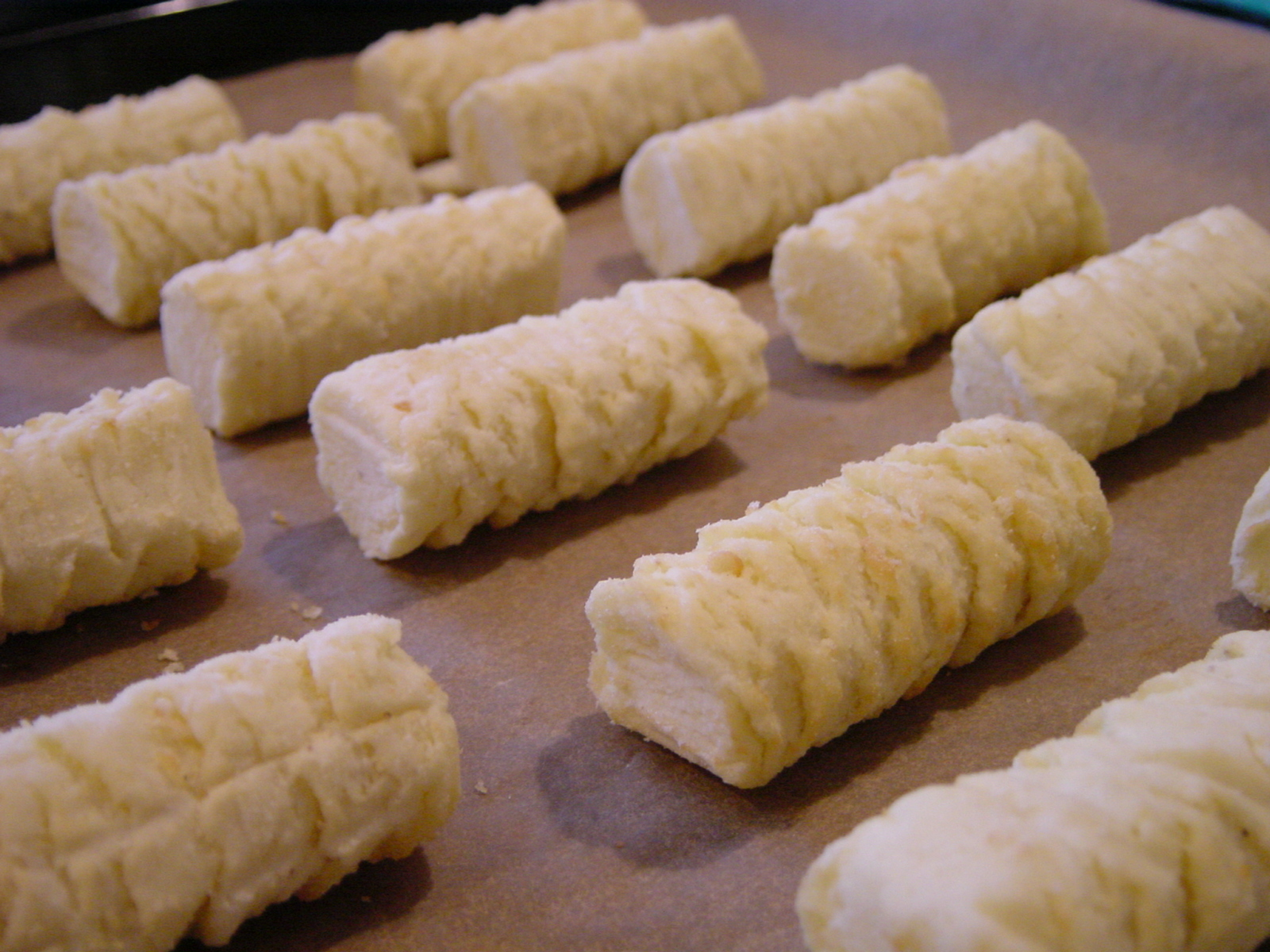
円筒型のジャガイモのクロケット

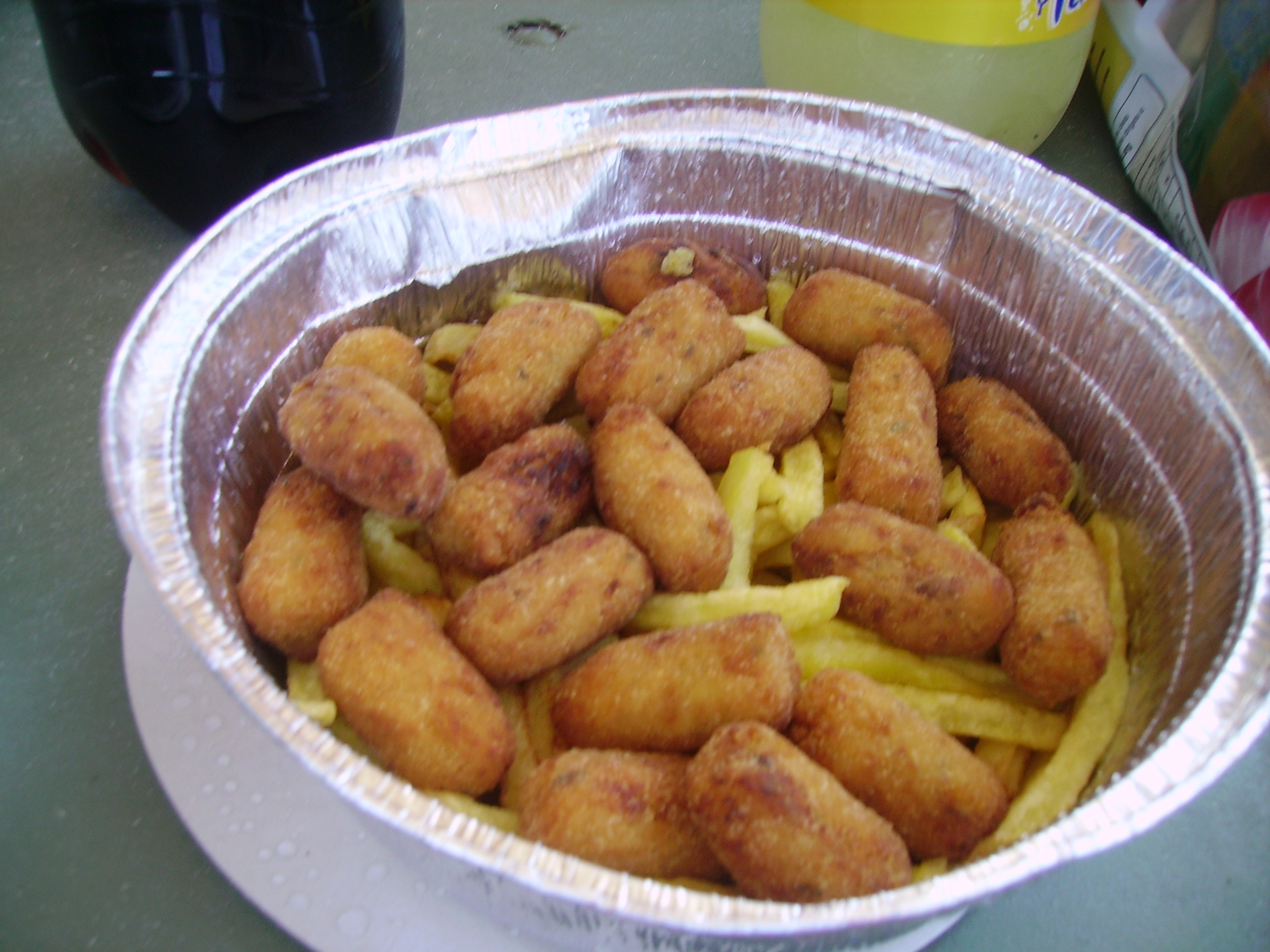
クロケットのフリータス

アメリカ合衆国
アメリカ東海岸で食べられている「ボードウォーク」の魚肉団子（フィッシュ・ケイク（fish cake））と蟹肉団子（クラブ・ケイク（crab cake））は、本質的にはクロケットである。それぞれ魚のすり身、蟹肉をバターを加えた生地に混ぜてパン粉をまぶし揚げる。
フロリダ州タンパでは、調味した蟹肉で作るクロケットの一種があり、これは伝統的にキューバパン（Cuban bread 、フランスパンやイタリアパンに似るが、生地に少量のラードか植物性ショートニングを配合するのが主な特徴）のパン粉をまぶす。地元でこの料理はデヴィルド・クラブ（deviled crab 、「香辛料を効かせた蟹肉」の意）、あるいはスペイン語でクロケータ・デ・ハイバ（croqueta de jaiba 、ハイバはカニの仲間、特にワタリガニ科のアオガニのこと）と呼ばれる。
ニューイングランドおよびアメリカ合衆国北東部では伝統的に調理に残り物のホリデーハムの残り物、通常メープルシロップ漬けの種類を用いる。調理済みのすりつぶしたジャガイモで巻いて、パン粉をまぶし、小さなフライパンで油でなくバターでソテーまたは炒めて作る。
アメリカ南部で一般的なクロケットは、サケのクロケットである。南部では、この料理をサーモン・クロケットとは呼ばず、サーモン・パティと呼ぶ。魚のパティで最もパリっとしたものは砕いた塩ふりクラッカーを用いる。缶詰のサケ、サバ、ツナを手ですりつぶし、骨を砕いて、つなぎと調味料を加える前に滑らかにする。さらに、鶏卵、コショウ、刻んだ（場合により炒めた）タマネギ、つなぎのうち1つまたは複数を加える。つなぎは、穀粉、トウモロコシ粉、マッツァー粉、挽いたクラッカー、白米、またはオートミール等のデンプンであるが、オートミールはアメリカ合衆国北部でのみ用いる。生地を丸いパティの形に整え、オリーブオイル、バター、菜種油、ベニバナ油、落花生油のような油でフライパンで揚げて作る。このパティの「魚の風味」の秘密は、パセリとパルミジャーノ・レッジャーノをつなぎに加えることである。華氏400度で「オーブンフライ」に焼くこともある。
 イギリス
ジャガイモのクロケット（英語: potato croquette）が、冷凍食品または冷蔵で多くのスーパーマーケットで販売されている。
 インド
アール・ティッキ（alu tikki）と呼ばれるジャガイモを揚げたクロケットは、インド北部で非常に有名で、通常シチューと共に供される。この料理は家庭の軽食として食べられ、路上販売も一般的である。西ベンガル州ではバングラデシュと同様にアル・チョップと呼ばれる。カットレット（cutlet）と呼ばれ、そのまま、またはハンバーガーの具として（ベジタリアン・バーガーのように）ファストフードとして販売されることがある。
 インドネシア
クロケット（インドネシア語: kroket）（オランダ語）は、ジャガイモと鶏挽き肉で作るインドネシアで最も一般的な軽食の一つであり、オランダ植民地時にもたらされた。
 オランダ
クロケット（オランダ語: kroket）は、以前は様々な肉や野菜を具とするフランス料理のごちそうだったが、1800年代にシチュー肉の残り物を用いるようになった。第二次世界大戦後、多くの業者が牛肉を具とするクロケットの製造販売を開始した。クロケットは次第に、肉のラグーにパン粉をまぶし揚げたファストフードとして、より一般的になった。ファストフードとしての成功は、品質が疑わしい安い料理との評判も集め、くず肉や精肉の残りが材料と伝聞されるオランダの都市伝説さえある。クロケットはマクドナルドでも販売されるほど一般的である。通常のラグーの具のほかにファストフード店で供される一般的な具は、ゆで卵、麺類、小エビ、および米である。小さなクロケットのビッテルバル（bitterbal 、「ビターズの供の肉団子」の意）は、バーおよびレセプションの軽食としてマスタードを添えて供される。
 キューバ /  プエルトリコ /  ペルー
クロケータ（スペイン語: croqueta）は、ハム、牛肉、鶏肉、または魚で作られる。通常ジャガイモではなく穀粉を材料とする。ジャガイモで作るものはパパ・レジェーナ（papa rellena 、「具を詰めたジャガイモ」の意）であり、ピカティージョ（picadillo 、牛挽肉とトマトのそぼろ）をマッシュポテトで包んで揚げて作る。
 スペイン
クロケータ（スペイン語: croqueta）、特にハモン（jamón、塩漬けハム）または鶏肉を具とするものは、一般的なタパスの料理である。ベシャメルを詰めないクロケータもまたスペインの一部で食べられる。
 チェコ
クロケタ（チェコ語: kroketa）は、小さい球型で、ジャガイモ、鶏卵、穀粉、バター、および塩を材料として油で揚げて作る。この料理はほとんどのレストランで添え料理として供され、家庭の冷凍食品として調理される。
 ドイツ
ジャガイモのクロケッテ（ドイツ語: Krokette, Croquette）はレストランで付け合わせ料理として、またファーストフード店でスナックとして供され、スーパーマーケットなどでは冷凍食品としても販売される。
 日本
コロッケは、非常に一般的な揚げ物であり、スーパーマーケットおよび精肉店で広く販売され、専門店もある。小判型あるいは俵型で、主な材料はジャガイモ、他は野菜（タマネギやニンジン）と5%以下の肉（豚肉または牛肉）である。ウスターソース類やケチャップを添えて供されることが多い。フランスのクロケットにより近いコロッケもあり、魚介類（エビやカニ肉）または鶏肉のホワイトソース（ラグー）を冷まし固め、パン粉をまぶして揚げて作る。熱々で供され、具は溶けている。この料理は「クリームコロッケ」と呼ばれ、ジャガイモで作るものと区別される。クリームコロッケはソースなし、またはタルタルソースが添えられる。日本では主に肉で作るクロケットはコロッケと呼ばれない。挽き肉（ミンチ）のカツレツは「ミンチカツ」あるいは「メンチ」、エビを用いたものはえびカツと呼ばれる。
 ハンガリー
クロケット（ハンガリー語: krokett）は小さな円筒形で、チェコのクロケタと似ており、ジャガイモ、鶏卵、穀粉、バターをナツメグと塩で調味し、油で揚げて作る。この料理はほとんどのレストランで添え料理として供され、冷凍食品として販売される。東欧特産の凝乳チーズ（túró）を使ったものは、トゥーロークロケット（túrókrokett）という。
 バングラデシュ
アル・チョプ（ベンガル語: আলু চপ 、alu chôp 、ジャガイモのクロケットの意）は、バングラデシュで一般的なクロケットであり、主にアペタイザーまたは軽食として供される。伝統的な具は牛挽き肉、エンドウ豆、または他の塩味の具である。アル・チョプは、ジャガイモをすりつぶして、挽いた唐辛子、揚げタマネギ、パン粉を混ぜて作る。次に、球型または卵型に整えにパン粉をまぶして揚げて出来上がる。チャツネまたはソースを添えて供されることが多い。
 ブラジル
クロケーテ（ポルトガル語: croquete）は、基本的に牛肉で作られ、ドイツ料理の一部として供される。
 ポーランド
ポーランドのクロキエット（ポーランド語: krokiet）は、基本的にキノコ、肉、キャベツ、ザワークラウト、またはこれらの組合わせの材料を詰めた薄いパンケーキで作る。パン粉をまぶし鍋で揚げて通常ボルシチのような透明なスープと共に供される。
 ポルトガル
クロケーテ（ポルトガル語: croquete）は、円筒形で、パン粉をまぶして揚げて作る。通常ホワイトソースと牛肉で作り、小量の豚肉で作る場合もあり、チョリソ、コショウ、バカラオ、ピリピリを残り物に加えて作られることが多い。ポルトガルでは魚介類、野菜（ジャガイモ）のクロケットも食べられるが、まれである。
 メキシコ
クロケータ（スペイン語: croqueta）は通常ツナまたは鶏肉およびジャガイモで作られる。
 ロシア
カトリェータ（ロシア語: котлета 、フランス語のコトレット（côtelette）より）は、挽き肉（牛肉、豚肉、または合い挽き）、パン、鶏卵、白タマネギを塩と香辛料で調味し、小判型に整え、鍋で揚げて作る。パンは最大で肉の25%まで加えられ、出来上がりに柔らかさを与え、より安くする。他の一般的なものはフランスのクロケット・ド・ボライユ（croquettes de volaille 、「家禽のクロケット」の意）に似た「キエフ風カトリェータ」、カトリェータ・パ＝キーイフスキ（котлета по-киевски 、いわゆるチキン・キエフ）であり、骨を抜いた鶏むね肉を叩きのばし、冷たい無塩バターを巻いてパン粉をまぶし揚げて作る。